# Гейно
Гейно (нід. Heino) — село в нідерландській провінції Оверейсел. Входить до муніципалітету Ралте.
Його площа становить 22,04 км², а населення станом на 2021 рік складало 7 170 осіб.
До 2001 року мало статус окремого муніципалітету.

## Клімат
| Клімат Гейно (середні за 1991−2020, екстремуми з 1989 року) | Клімат Гейно (середні за 1991−2020, екстремуми з 1989 року) | Клімат Гейно (середні за 1991−2020, екстремуми з 1989 року) | Клімат Гейно (середні за 1991−2020, екстремуми з 1989 року) | Клімат Гейно (середні за 1991−2020, екстремуми з 1989 року) | Клімат Гейно (середні за 1991−2020, екстремуми з 1989 року) | Клімат Гейно (середні за 1991−2020, екстремуми з 1989 року) | Клімат Гейно (середні за 1991−2020, екстремуми з 1989 року) | Клімат Гейно (середні за 1991−2020, екстремуми з 1989 року) | Клімат Гейно (середні за 1991−2020, екстремуми з 1989 року) | Клімат Гейно (середні за 1991−2020, екстремуми з 1989 року) | Клімат Гейно (середні за 1991−2020, екстремуми з 1989 року) | Клімат Гейно (середні за 1991−2020, екстремуми з 1989 року) | Клімат Гейно (середні за 1991−2020, екстремуми з 1989 року) |
| Показник                                                    | Січ.                                                        | Лют.                                                        | Бер.                                                        | Квіт.                                                       | Трав.                                                       | Черв.                                                       | Лип.                                                        | Серп.                                                       | Вер.                                                        | Жовт.                                                       | Лист.                                                       | Груд.                                                       | Рік                                                         |
| Абсолютний максимум, °C                                     | 14,5                                                        | 19,3                                                        | 23,7                                                        | 28,6                                                        | 31,5                                                        | 34,7                                                        | 39,3                                                        | 35,4                                                        | 32,2                                                        | 26,3                                                        | 19,7                                                        | 15,0                                                        |                                                             |
| Середній максимум, °C                                       | 5,5                                                         | 6,5                                                         | 10,1                                                        | 14,6                                                        | 18,2                                                        | 20,9                                                        | 23,0                                                        | 22,7                                                        | 19,2                                                        | 14,5                                                        | 9,5                                                         | 6,1                                                         | 14,2                                                        |
| Середня температура, °C                                     | 3,0                                                         | 3,3                                                         | 5,9                                                         | 9,3                                                         | 13,0                                                        | 15,8                                                        | 17,9                                                        | 17,4                                                        | 14,2                                                        | 10,5                                                        | 6,6                                                         | 3,7                                                         | 10,0                                                        |
| Середній мінімум, °C                                        | 0,2                                                         | 0,1                                                         | 1,6                                                         | 3,5                                                         | 7,1                                                         | 10,2                                                        | 12,4                                                        | 11,9                                                        | 9,4                                                         | 6,5                                                         | 3,5                                                         | 1,0                                                         | 5,6                                                         |
| Абсолютний мінімум, °C                                      | −17,5                                                       | −17,9                                                       | −17,2                                                       | −7,9                                                        | −2,2                                                        | −0,1                                                        | 4,6                                                         | 4,0                                                         | 0,0                                                         | −6,8                                                        | −9,7                                                        | −15,4                                                       |                                                             |
| Середня кількість сонячних годин на місяць                  | 62,9                                                        | 92,5                                                        | 141,8                                                       | 191,8                                                       | 214,1                                                       | 205,1                                                       | 215,7                                                       | 194,4                                                       | 154,2                                                       | 119,9                                                       | 65,3                                                        | 54,9                                                        | 1712,6                                                      |
| Норма опадів, мм                                            | 66.4                                                        | 57.0                                                        | 54.6                                                        | 40.7                                                        | 58.4                                                        | 68.4                                                        | 81.9                                                        | 79.8                                                        | 62.4                                                        | 67.9                                                        | 64.8                                                        | 72.1                                                        | 774.4                                                       |
| Вологість повітря, %                                        | 88.7                                                        | 85.5                                                        | 81.3                                                        | 76.1                                                        | 75.5                                                        | 77.1                                                        | 78.7                                                        | 81.0                                                        | 84.8                                                        | 87.1                                                        | 90.1                                                        | 90.1                                                        | 83.0                                                        |
| ----------------------------------------------------------- | ----------------------------------------------------------- | ----------------------------------------------------------- | ----------------------------------------------------------- | ----------------------------------------------------------- | ----------------------------------------------------------- | ----------------------------------------------------------- | ----------------------------------------------------------- | ----------------------------------------------------------- | ----------------------------------------------------------- | ----------------------------------------------------------- | ----------------------------------------------------------- | ----------------------------------------------------------- | ----------------------------------------------------------- |
| Джерело: Королівський нідерландський інститут метеорології  |                                                             |                                                             |                                                             |                                                             |                                                             |                                                             |                                                             |                                                             |                                                             |                                                             |                                                             |                                                             |                                                             |